# Cristóbal Guerrero Ruiz
Cristóbal Guerrero Ruiz   (Ronda, 5 d'abril de 1984) és un pilot d'enduro espanyol, Campió del Món en categoria EJ el 2005 i cinc vegades Campió d'Espanya. A banda, formà part de l'equip estatal que guanyà el Junior Trophy als ISDE del 2007, celebrats a La Serena, Xile.
El seu germà Víctor competeix també amb èxit en enduro, havent estat Campió d'Espanya en categoria E1 els anys 2009 i 2010.
A 1 de gener de 2013

## Palmarès
| Any             | Motocicleta     | Campionat del Món d'enduro | Campionat del Món d'enduro | Campionat del Món d'enduro | Campionat del Món d'enduro | C. del Món indoor | ISDE Jr. Trophy | Campionat d'Espanya | Campionat d'Espanya | Campionat d'Espanya |
| Any             | Motocicleta     | EJ                         | E1                         | E2                         | P1                         | C. del Món indoor | ISDE Jr. Trophy | 125cc               | E1                  | E2                  |
| --------------- | --------------- | -------------------------- | -------------------------- | -------------------------- | -------------------------- | ----------------- | --------------- | ------------------- | ------------------- | ------------------- |
| 2003            | Gas Gas         | -                          | -                          | -                          | 0                          | -                 |                 | 3r                  | -                   | -                   |
| 2004            | Gas Gas         | -                          | -                          | -                          | 0                          | -                 |                 | 4t                  | -                   | -                   |
| 2005            | Gas Gas         | 1r                         | -                          | -                          | ?                          | -                 |                 | -                   | 3r                  | -                   |
| 2006            | Gas Gas         | -                          | -                          | 6è                         | 0                          | -                 |                 | -                   | -                   | 2n                  |
| 2007            | Yamaha          | -                          | 4t                         | -                          | 1                          | -                 | 1r              | -                   | 1r *                | -                   |
| 2008            | Yamaha          | -                          | 6è                         | -                          | 0                          | 13è               |                 | -                   | -                   | 1r                  |
| 2009            | Yamaha          | -                          | -                          | 4t                         | 0                          | -                 |                 | -                   | -                   | 1r                  |
| 2010            | Yamaha          | -                          | 5è                         | -                          | 1                          | 15è               |                 | -                   | -                   | 1r                  |
| 2011            | KTM             | -                          | -                          | 2n                         | 2                          | 10è               |                 | -                   | -                   | 1r *                |
| 2012            | KTM             | -                          | -                          | 2n                         | 1                          | 6è                |                 | -                   | -                   | 3r                  |
| Total victòries | Total victòries |                            |                            |                            | 5                          |                   |                 |                     |                     |                     |
| Total títols    | Total títols    | 1                          | 0                          | 0                          |                            | 0                 | 1               | 0                   | 1                   | 4                   |
|                 |                 |                            |                            |                            |                            |                   |                 | 5 estatals          |                     |                     |

Notes
1. ↑  La classificació consignada als ISDE fa referència a la posició final obtinguda per l'equip estatal
2. ↑  A P1 s'hi compten les victòries aconseguides en Grans Premis puntuables per al Campionat del Món
3. ↑  Els campionats estatals assenyalats amb *  indiquen que fou a més a més Campió Scratch (o absolut)